# Chuỗi kinh Lòng Chúa Thương xót

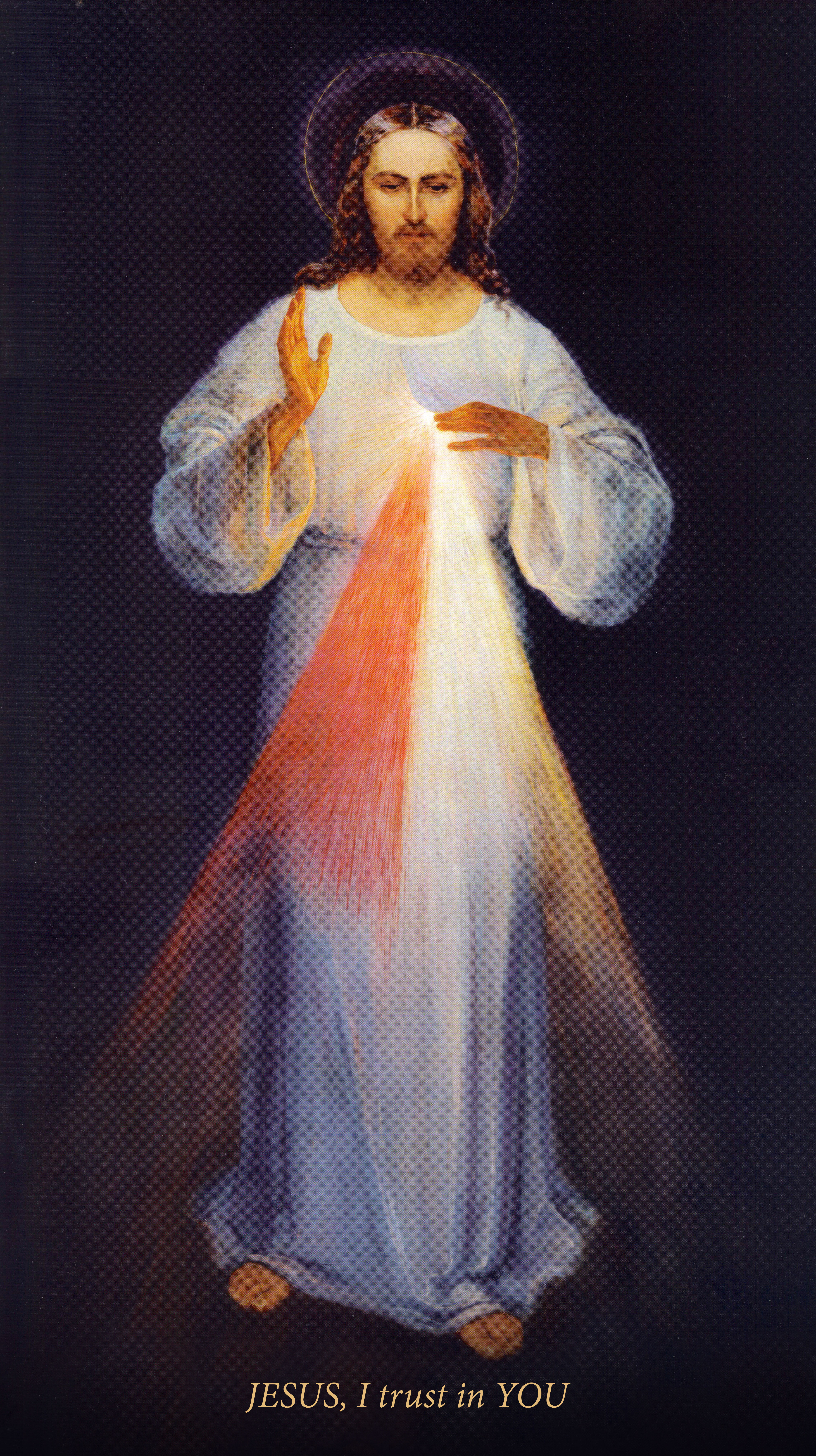
Tranh của Kazimirowski

Chuỗi Kinh Lòng Chúa Thương xót, hay còn được gọi là Chuỗi Thương xót, là một lời cầu nguyện của người Công giáo hướng đến lòng thương xót của Thiên Chúa Cha.
Lời cầu nguyện Công giáo này thường được đọc với tràng hạt mân côi giống như khi đọc Kinh Mân Côi, nhưng Kinh Lạy Cha và Kinh Kính Mừng được thay thế bằng những lời cầu nguyện riêng biệt.